# Sofiane Fekih
Sofiane Fekih (Sfax, Túnez, 9 de agosto de 1969) es un exfutbolista de Túnez que jugaba en la posición de centrocampista.

## Carrera

### Club
Jugó toda su carrera con el CS Sfaxien de 1987 a 1999, equipo con el que fue campeón nacional de liga y copa en 1995 y la Copa CAF 1998.

### Selección nacional
Jugó para Túnez en 43 ocasiones de 1994 a 1998, participó en dos ediciones de la Copa Africana de Naciones, donde fue finalista en 1996.

## Logros
- CLP-1 (1): 1995
- Copa de Túnez (1): 1995
- Copa CAF (1): 1998